# Ella Gregers
Ella Gudrun Graucob (kendt som Ella Gregers 24. juni 1883 i København – 10. december 1952) var en dansk skuespillerinde, der udover teatret også medvirkede i to stumfilm i 1913.
Hun debuterede 1907 i Horsens og var derefter på Odense Teater et stykke tid og så Frederiksberg Teater (1909-12) og senere på Scala hvor hun i bl.a. vakte stor opsigt og begejstring den 18. oktober 1912 ved i åbningsforestillingen af revyen "Den trådløse" at synge sangen "Nu flyver jeg" fra en gondol ophængt under luftskibet Hansa. I 1914-19 spillede hun revy på Nørrebros Teater og senere på Sønderbros Teater til hun trak sig tilbage i 1926.
Hun havde desuden en kolonial-, vin-, spirituosa- og cigarforretning på adressen Ved Sønderport 1 på Amager. Hun var gift med skuespiller og instruktør Emanuel Gregers (1881-1957). Hun døde den 10. december 1952 og ligger begravet på Bispebjerg Kirkegård i København.

## Filmografi
- Stemmeretskvinder (instruktør Lauritz Olsen, 1913)
- Marodør (instruktør Jens Trap Walther)